# Tom Clancy’s Rainbow Six Siege
Tom Clancy’s Rainbow Six Siege ist ein taktischer Ego-Shooter, der zur Computerspielserie Rainbow Six gehört. Das Spiel wurde von Ubisoft Montreal entwickelt und von Ubisoft veröffentlicht. Das Spiel wurde auf der Electronic Entertainment Expo (E3) 2014 in Los Angeles erstmals angekündigt und im Dezember 2015 für Windows, Xbox One, PlayStation 4 und Google Stadia veröffentlicht. Mit der Ankündigung von Siege wurde Rainbow 6: Patriots abgebrochen, welches ursprünglich als Nachfolger von Rainbow Six: Vegas 2 erscheinen sollte. Mit Rainbow Six Siege sollte die Computerspielserie neu ausgerichtet werden, indem der Fokus auf den Mehrspieler-Modus verlegt wird; eine Kampagne gibt es nicht, nur sogenannte „Situationen“ und „Übungsplatz-Missionen“, welche Einzelspieler-Trainings darstellen sollen.

## Handlung
Die Spezialeinheit Rainbow wird nach Jahren der Inaktivität wieder ins Leben gerufen, angesichts der steigenden Terrorangriffe auf der ganzen Welt. Der neue Anführer der Spezialeinheit, genannt Six, wird gespielt und vertont von Angela Bassett. Die Spezialeinheiten kämpfen gegen eine Terrorgruppe, genannt „White Mask“, welche unbekannte Ziele verfolgt, aber weltweit Chaos durch Terroranschläge auslöst. Sie umfasst elf Missionen, welche insgesamt eine Spielzeit von ca. einer Stunde besitzen. Um die letzte, geheime Mission freizuschalten, die als einzige Mission im Koop gespielt werden muss, muss der Spieler alle vorherigen Missionen mit der maximalen Anzahl an Sternen abschließen. Weil das Spiel mit Fokus auf den Mehrspieler-Modus konzipiert wurde, fällt der Einzelspieler-Modus im Vergleich zu den Vorgängertiteln der Rainbow-Six-Reihe sehr kurz aus.

## Spielprinzip
Tom Clancy’s Rainbow Six Siege ist ein taktischer Ego-Shooter, in welchem der Spieler die Rolle eines Operators der Antiterror-Einheit einnimmt. Die Antiterror-Einheiten sind zusammengewürfelt aus Spezialeinheiten aus aller Welt, aktuell vertreten sind die deutsche GSG 9, die russischen Speznas, die französische GIGN, der britische Special Air Service (SAS), das amerikanische FBI und der amerikanische Secret Service, die kanadische Joint Task Force 2 (JTF2), die US-amerikanischen Navy SEALs, die brasilianische BOPE, das japanische Special Assault Team (SAT), die spanische GEO, die polnische GROM, die S.D.U. aus Hongkong, der südkoreanischen 707th Special Mission Battalion (707.smb.), der italienische GIS, die königlich marokkanischen Streitkräfte, das Australische Special Air Service Regiment und der dänische Jægerkorpset. Jeder Operator hat eine spezielle Fähigkeit, die ihn in dem Universum von Rainbow Six: Siege einzigartig macht. Die meisten Operatoren müssen zuerst mit der Ingame-Währung «Renown» (Ansehen) erspielt werden, welche man durch Multiplayer-Runden, das Spielen von Missionen oder Anschauen von Tutorials erhält. Für Neulinge gibt es zusätzlich die «Rekruten», die zwar keine Spezialfähigkeiten besitzen, dafür aber zwei Nebengadgets auswählen können, sowie verschiedene Waffen.
Im Mehrspieler-Modus gibt es drei Spielmodi, die «lockeren» Matches, in denen alle spielen können, den Modus «Mit Rang», für welchen der Spieler mindestens Stufe 50 erreicht haben und die 2-Faktor-Authentifizierung von Ubisoft aktiviert haben muss und für neue Spieler gibt es den «Neuling»-Spielmodus, der nur für Spieler unter Stufe 50 spielbar ist.
Zu Beginn einer Runde müssen die Spieler einen von ihnen erspielten Operator auswählen sowie dessen Gadgets und Waffen festlegen. Zusätzlich kann abgestimmt werden, wo die Operator zum Beginn starten wollen. Dann steigen die 5vs5 Teams in das Spiel ein. Die Verteidiger müssen in der Vorbereitungsphase alles vorbereiten, um die Angreifer daran zu hindern, zum Ziel zu gelangen. Dazu können sie Wände und Falltüren verstärken, Fenster und Türen verbarrikadieren und ihre Gadgets einsetzen (wie zum Beispiel Stacheldraht, Sprengfallen und Schilder). Das Ziel kann entweder eine Geisel sein, die von den Angreifern in Sicherheit gebracht werden muss, die Sicherung eines Biogefahrgutbehälters oder die Entschärfung einer von zwei Bomben. In dieser Zeit können die Angreifer mit kleinen Drohnenfahrzeugen in das Gebäude eindringen, nach dem Ziel suchen und die Identität feindlicher Operatoren aufklären.
Der Unterschied zu anderen Mehrspieler-Shootern besteht darin, dass die Spieler innerhalb einer Runde nicht wieder ins Match einsteigen können. Dies soll bewirken, dass sehr viel taktischer vorgegangen wird und jede Aktion sorgfältig überdacht werden muss. Die Runden dauern oft nur einige Minuten, maximal können sie drei Minuten und 30 Sekunden dauern (exkl. 45 Sekunden Vorbereitungsphase) und im Ranked-Modus sogar nur drei Minuten.
Das Besondere in Rainbow Six Siege ist die Möglichkeit zur Zerstörung von Wänden, Decken oder Fußböden. Das stellt auch das Zentrum des Spielerlebnisses dar. Viele Wände können aufgesprengt, aufgebrochen oder aufgeschossen werden. Zusätzlich bieten Falltüren einen taktischen Einstieg durch die Decke in einen Zielraum. Die Angreifer können sich von Dächern abseilen und somit durch aufgebrochene Fenster ins Gebäude eindringen. Die Verteidiger können jedoch mit Verstärkungen die Wände, Fenster und Falltüren so verstärken, dass nur noch einige wenige diese aufbrechen können. Verstärkte Wände, Türen und Fenster können Angreifer entscheidend ausbremsen, denn in Siege ist die Zeit ein bedeutender Faktor. Doch auch Verstärkungen können mit speziellen Fähigkeiten aufgesprengt oder aufgeschmolzen werden. Diese speziellen Fähigkeiten besitzen momentan vier Operatoren (Hibana, Thermite, Maverick und Ace). Die Verteidiger können auch Gadgets aufstellen, welche die Angreifer verlangsamen, verletzen, oder sogar töten können, wie zum Beispiel tragbare Schilde, Stacheldraht, Sprengfallen oder Bärenfallen.
Das Spiel enthält außerdem einen kooperativen Spielmodus, genannt Übungsplatz (ehem. Terroristenjagd). In diesem können bis zu fünf Spieler zusammen ein Gebäude erstürmen, ähnlich wie im Multiplayer, mit dem Unterschied, dass bei dem Übungsplatz gegen computergesteuerte Gegner (Bots) gespielt wird.

## Seasons
Es wurden 36 Seasons in neun Jahren im Spiel Tom Clancy’s Rainbow Six Siege in Form von Downloaderweiterungen veröffentlicht.
Die meisten Seasons beinhalteten neue Inhalte, wie neue oder überarbeitete Karten und einen bis zwei spielbare Operator. Eine Ausnahme bildet Operation Health, in welcher weder Karten noch Operator veröffentlicht wurden, dort wurde der Fokus auf die Behebung der Probleme des Spiels und auf Rückmeldungen der Spieler gelegt.
Die erste Season begann im Februar 2016 mit Operation Black Ice und befindet sich im Moment mit Daybreak in seiner 38. Season, der zweiten Season von Jahr 10.

### Liste der Seasons
Folgende Seasons wurden bisher veröffentlicht:
| Nr. | Season | Veröffentlichung | Operation        | Neue/-r Operator                      | Neue Karte                            | Überarbeitete Karte                               | Weitere spielmechanisch relevante Neuerungen* |
| --- | ------ | ---------------- | ---------------- | ------------------------------------- | ------------------------------------- | ------------------------------------------------- | --- |
| 1   | Y1S1   | Februar 2016     | Black Ice        | Frost und Buck                        | Yacht                                 | Rotes X oder Kreuzchensymbol für nein             | Rotes X oder Kreuzchensymbol für nein |
| 2   | Y1S2   | Mai 2016         | Dust Line        | Valkyrie und Blackbeard               | Border                                | Rotes X oder Kreuzchensymbol für nein             | Rotes X oder Kreuzchensymbol für nein |
| 3   | Y1S3   | August 2016      | Skull Rain       | Caveira und Capitão                   | Favela                                | Rotes X oder Kreuzchensymbol für nein             | Integrierung der Anti-Cheat-Engine BattleEye Das Sekundärgadget Kontaktgranate und Claymore wurde eingefügt |
| 4   | Y1S4   | November 2016    | Red Crow         | Echo und Hibana                       | Skyscraper                            | Rotes X oder Kreuzchensymbol für nein             | Der Zerstörungsgrad von Wänden und Böden basiert nun auf dem Kaliber |
| 5   | Y2S1   | Februar 2017     | Velvet Shell     | Mira und Jackal                       | Coastline                             | Rotes X oder Kreuzchensymbol für nein             | Rotes X oder Kreuzchensymbol für nein |
| 6   | Y2S2   | Mai 2017         | Health           | Rotes X oder Kreuzchensymbol für nein | Rotes X oder Kreuzchensymbol für nein | Rotes X oder Kreuzchensymbol für nein             | siehe oben |
| 7   | Y2S3   | August 2017      | Blood Orchid     | Lesion, Ying und Ela                  | Theme Park                            | Rotes X oder Kreuzchensymbol für nein             | Rotes X oder Kreuzchensymbol für nein |
| 8   | Y2S4   | November 2017    | White Noise      | Vigil, Dokkaebi und Zofia             | Tower                                 | Rotes X oder Kreuzchensymbol für nein             | Rotes X oder Kreuzchensymbol für nein |
| 9   | Y3S1   | März 2018        | Chimera          | Finka und Lion                        | Rotes X oder Kreuzchensymbol für nein | Rotes X oder Kreuzchensymbol für nein             | Für die Dauer der Season ist der Drei-Spieler-Koop-Modus Outbreak verfügbar |
| 10  | Y3S2   | Juni 2018        | Para Bellum      | Maestro und Alibi                     | Villa                                 | Clubhouse                                         | Das Sekundärgadget Kugelsichere Kamera wurde eingefügt |
| 11  | Y3S3   | September 2018   | Grim Sky         | Clash und Maverick                    | Rotes X oder Kreuzchensymbol für nein | Hereford Base, Consulate                          | Die Zwei-Faktor-Authentisierung ist nun für die „mit-Rang“-Spielliste vorausgesetzt |
| 12  | Y3S4   | Dezember 2018    | Wind Bastion     | Kaid und Nomad                        | Fortress                              | Rotes X oder Kreuzchensymbol für nein             | Rotes X oder Kreuzchensymbol für nein |
| 13  | Y4S1   | März 2019        | Burnt Horizon    | Mozzie und Gridlock                   | Outback                               | Rotes X oder Kreuzchensymbol für nein             | Einführung der „Neuling“-Spielliste |
| 14  | Y4S2   | Juni 2019        | Phantom Sight    | Warden und Nøkk                       | Rotes X oder Kreuzchensymbol für nein | Café Dostojewski                                  | Einführung der Friendly-Fire-Umkehr |
| 15  | Y4S3   | September 2019   | Ember Rise       | Goyo und Amaru                        | Rotes X oder Kreuzchensymbol für nein | Kanal                                             | Einführung der „ohne-Rang“-Spielliste; Einführung des Ranges Champion |
| 16  | Y4S4   | Dezember 2019    | Shifting Tides   | Wamai und Kali                        | Rotes X oder Kreuzchensymbol für nein | Theme Park                                        | Optimierung der Treffergenauigkeit durch Einführung der „Gliedmassendurchschläge“ |
| 17  | Y5S1   | März 2020        | Void Edge        | Oryx und Iana                         | Rotes X oder Kreuzchensymbol für nein | Oregon                                            | Vermeidung von Sichtbehinderungen durch Barikadenbruchstücken wurde verbessert |
| 18  | Y5S2   | Juni 2020        | Steel Wave       | Melusi und Ace                        | Rotes X oder Kreuzchensymbol für nein | House                                             | Das Sekundärgadget Annäherungalarm wurde eingefügt |
| 19  | Y5S3   | September 2020   | Shadow Legacy    | Zero                                  | Rotes X oder Kreuzchensymbol für nein | Chalet                                            | Das Sekundärgadget Schwere Sprengladung wurde eingefügt Integrierung des Karten-Bans für die Spiellisten „mit Rang“ und „ohne Rang“                                                                               |
| 20  | Y5S4   | Dezember 2020    | Neon Dawn        | Aruni                                 | Rotes X oder Kreuzchensymbol für nein | Skyscraper                                        | Rotes X oder Kreuzchensymbol für nein |
| 21  | Y6S1   | März 2021        | Crimson Heist    | Flores                                | Rotes X oder Kreuzchensymbol für nein | Border                                            | Die Sekundärwaffe Gonne-6 wurde eingefügt |
| 22  | Y6S2   | Juni 2021        | North Star       | Thunderbird                           | Rotes X oder Kreuzchensymbol für nein | Favela                                            | Einschusslöcher erzeugen keine Sichtlinien mehr |
| 23  | Y6S3   | September 2021   | Crystal Guard    | Osa                                   | Rotes X oder Kreuzchensymbol für nein | Bank, Coastline, Clubhouse                        | Rotes X oder Kreuzchensymbol für nein |
| 24  | Y6S4   | November 2021    | High Calibre     | Thorn                                 | Rotes X oder Kreuzchensymbol für nein | Outback                                           | Rotes X oder Kreuzchensymbol für nein |
| 25  | Y7S1   | März 2022        | Demon Veil       | Azami                                 | Emerald Plains                        | Rotes X oder Kreuzchensymbol für nein             | Einführung der „Deathmatch“-Spielliste |
| 26  | Y7S2   | Juni 2022        | Vector Glare     | Sens                                  | Rotes X oder Kreuzchensymbol für nein | Rotes X oder Kreuzchensymbol für nein             | Rotes X oder Kreuzchensymbol für nein |
| 27  | Y7S3   | September 2022   | Brutal Swarm     | Grim                                  | Stadium 2021                          | Rotes X oder Kreuzchensymbol für nein             | Das Sekundärgadget Kontakt-EMP-Granate wurde eingefügt |
| 28  | Y7S4   | Dezember 2022    | Solar Raid       | Solis                                 | Nighthaven Labs                       | Rotes X oder Kreuzchensymbol für nein             | Friendly-Fire in der Vorbereitungsphase wurde deaktiviert Überarbeitung der „mit-Rang“-Spielliste Einführung des Ranges Smaragd Einführung Cross-Play / Cross-Progression Neuer Battlepass mit verzweigten Pfaden |
| 29  | Y8S1   | März 2023        | Commanding Force | Brava                                 | Rotes X oder Kreuzchensymbol für nein | Rotes X oder Kreuzchensymbol für nein             | Neues Nachladesystem für Waffen Einführung des Anti-Cheat-Systems „MouseTrap“ für Konsolen „Onboarding“ Missionen für Neueinsteiger                                                                               |
| 30  | Y8S2   | Mai 2023         | Dread Factor     | Fenrir                                | Rotes X oder Kreuzchensymbol für nein | Konsulat                                          | Das Sekundärgadget Beobachtungsblocker wurde eingefügt Neue Controller-Layouts |
| 31  | Y8S3   | August 2023      | Heavy Mettle     | Ram                                   | Rotes X oder Kreuzchensymbol für nein | Rotes X oder Kreuzchensymbol für nein             | Player commendation system Quickmatch 2.0 & Standard New Arcade Mode |
| 32  | Y8S4   | November 2023    | Deep Freeze      | Tubarão                               | Lair                                  | Rotes X oder Kreuzchensymbol für nein             | Marketplace (Beta) Reputationsystem |
| 33  | Y9S1   | März 2024        | Deadly Omen      | Deimos                                | Rotes X oder Kreuzchensymbol für nein | Rotes X oder Kreuzchensymbol für nein             | Attachment & ADS Upgrade Revamped shield mechanic Player protection |
| 34  | Y9S2   | Juni 2024        | New Blood        | Striker und Sentry                    | Rotes X oder Kreuzchensymbol für nein | Rotes X oder Kreuzchensymbol für nein             | Rotes X oder Kreuzchensymbol für nein |
| 35  | Y9S3   | September 2024   | Twin Shells      | Skopós                                | Rotes X oder Kreuzchensymbol für nein | Rotes X oder Kreuzchensymbol für nein             | Implementierung des „Siege Cup“ |
| 36  | Y9S4   | Dezember 2024    | Collison Point   | Rotes X oder Kreuzchensymbol für nein | Rotes X oder Kreuzchensymbol für nein | Rotes X oder Kreuzchensymbol für nein             | Crossplay 1.0 zwischen PC und Konsole Integrierung von KI-Moderation im Textchat Einführung „Phantomspieler“ |
| 37  | Y10S1  | März 2025        | Prep Phase       | Rauora                                | Rotes X oder Kreuzchensymbol für nein | Rotes X oder Kreuzchensymbol für nein             | Aktivierung des Rufsystems Dynamische Spielersuche Entfernung von DX11 |
| 38  | Y10S2  | Juni 2025        | Daybreak         | Rotes X oder Kreuzchensymbol für nein | District                              | Bank, Clubhouse, Border, Chalet, Café Dostojewski | Siege X |
| 39  | Y10S3  | September 2025   | High Stakes      | Denari                                | Rotes X oder Kreuzchensymbol für nein | Nighthaven Labs, Lair, Konsulat                   | Rotes X oder Kreuzchensymbol für nein |

* Exklusiv der Anpassungen an der Ausgewogenheit von Operatoren, von Waffen oder zwischen dem angreifenden und verteidigendem Team, sowie allgemeine kleine Änderungen (z. B. Bugfixes).

## Rezeption

### Kritiken
Rainbow Six Siege wurde nach der ersten Ankündigung auf der E3 2014 mit positivem Zuspruch erwartet. Nachdem zum Veröffentlichungsdatum der Umfang bekannt geworden war, wurde Ubisoft für den relativ geringen Inhalt für einen Vollpreis von 60 Euro kritisiert. Jedoch wurde schon vorher bekannt, dass Ubisoft Montreal ein großes Team von Entwicklern bereitgestellt hat, die auch in der Zeit nach der Veröffentlichung am Spiel weiterarbeiten und über eine Zeitspanne von einem Jahr vier große Updates mit neuen Spezialeinheiten und neuen Karten herausbringen werden.

„Endlich mal wieder ein echter Taktik-Shooter! Rainbow Six: Siege hat tolle, knallharte Multiplayer-Gefechte, krankt aber am Umfang“

„Die dynamischen Schauplätze sind ein neuer Maßstab für schnörkellose, taktisch anspruchsvolle Action!“

„Ein Freudenfest für Online-Shooter-Experten!“

### Spielerzahlen
Innerhalb des ersten Jahres konnte das Spiel ca. 10 Millionen Spieler gewinnen. Danach stiegen die Spielerzahlen stetig an, da Ubisoft das Spiel regelmäßig mit Aktualisierungen und neuen Inhalten versorgt. Im August 2017 wurde bekannt, dass der Titel von 20 Millionen Spielern gespielt wurde und ca. 2,3 Millionen Spieler täglich spielen. Zwei Jahre nach Release wurden es mehr als 25 Millionen. Zuletzt wurden es im Oktober 2018 über 40 Millionen Spieler. Im September 2019 teilte Ubisoft mit, dass es mehr als 50 Millionen Spieler seien. Im Mai 2020, nicht einmal ein Jahr später, wurden es mehr als 60 Millionen.
Die Spielerzahlen gehen auf der Plattform Steam seit dem Jahr 2020 deutlich zurück. Während im März 2020, dem stärksten Monat für das Spiel auf Steam, 198.567 Nutzer gleichzeitig spielten, waren es im Januar 2023 nur noch 66.780, im November 2022 sogar nur noch 45.282. Zwar handelt es sich bei diesen Zahlen nur um einen Teil der Community (nur PC-Spieler, nicht Accounts, die ausschließlich über Uplay angemeldet sind), diese Zahlen zeigen jedoch, anders als die offiziell von Ubisoft herausgegebenen Zahlen, dass die aktive Community schrumpft.
Seit dem Release von Rainbow Six Siege X, also dem Update zum 10-jährigen Geburtstag des Spiels, steigen die Spielerzahlen aber wieder deutlich. So sind es bei Steam im Juli 2025 bis zu 100.000 gleichzeitige Spieler.